# Koen van der Gaast
Koenraad (Koen) van der Gaast (Utrecht, 10 augustus  1923 - aldaar, 7 februari 1993) was een Nederlands architect die zich vooral bezighield met stationsgebouwen en onder andere bekend is van het station van Tilburg. Hij was getrouwd met Utrechtse politica en activiste Sonja van der Gaast.

## Leven en werk

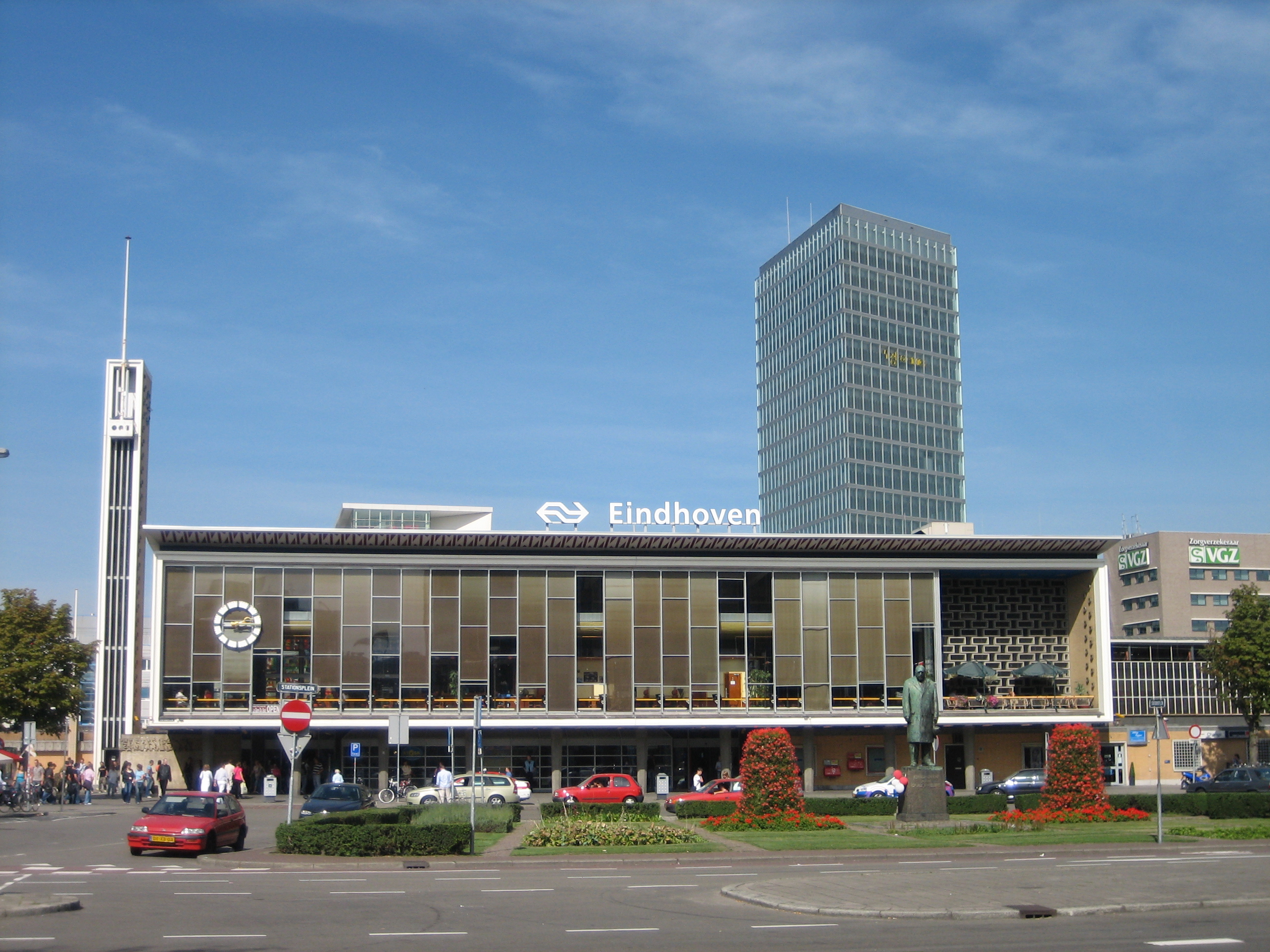
Station Eindhoven Centraal

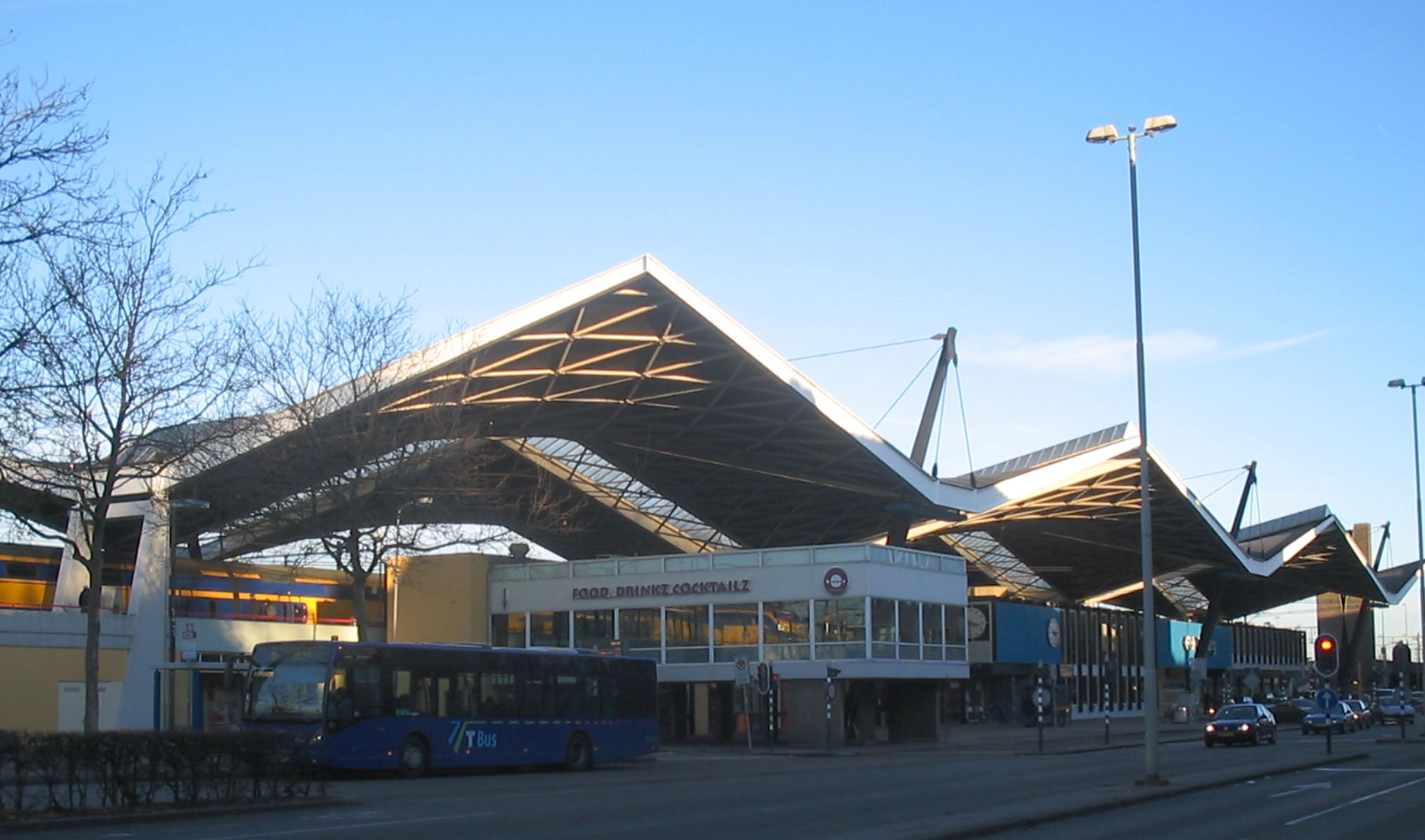
Station Tilburg

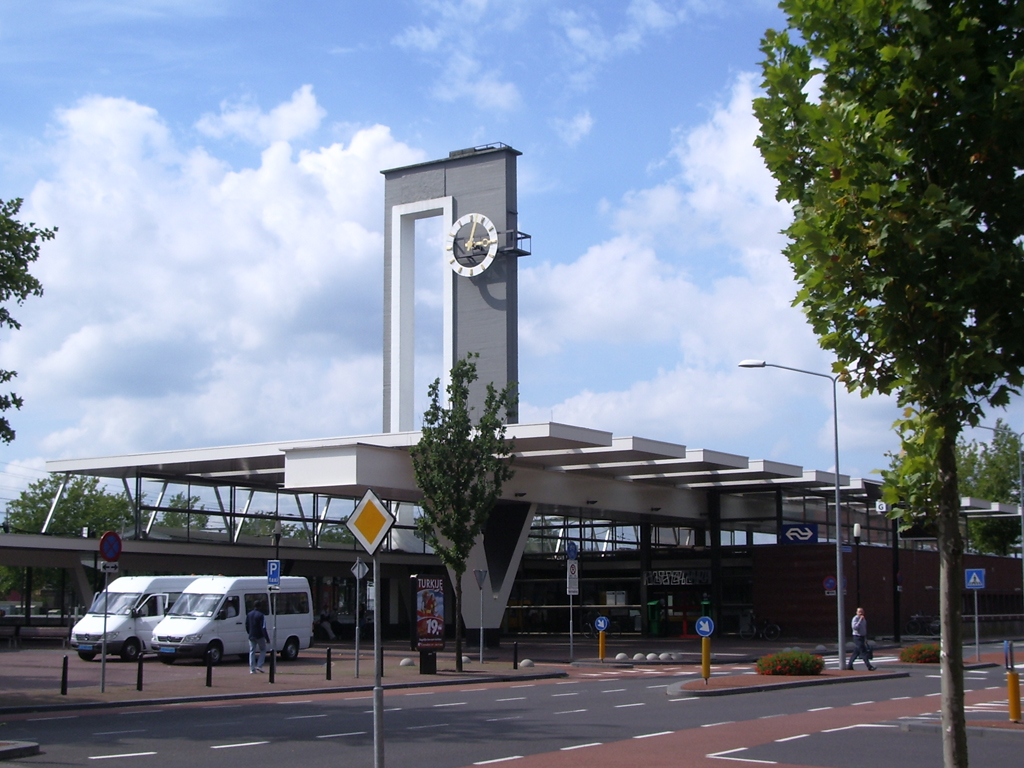
Station Almelo

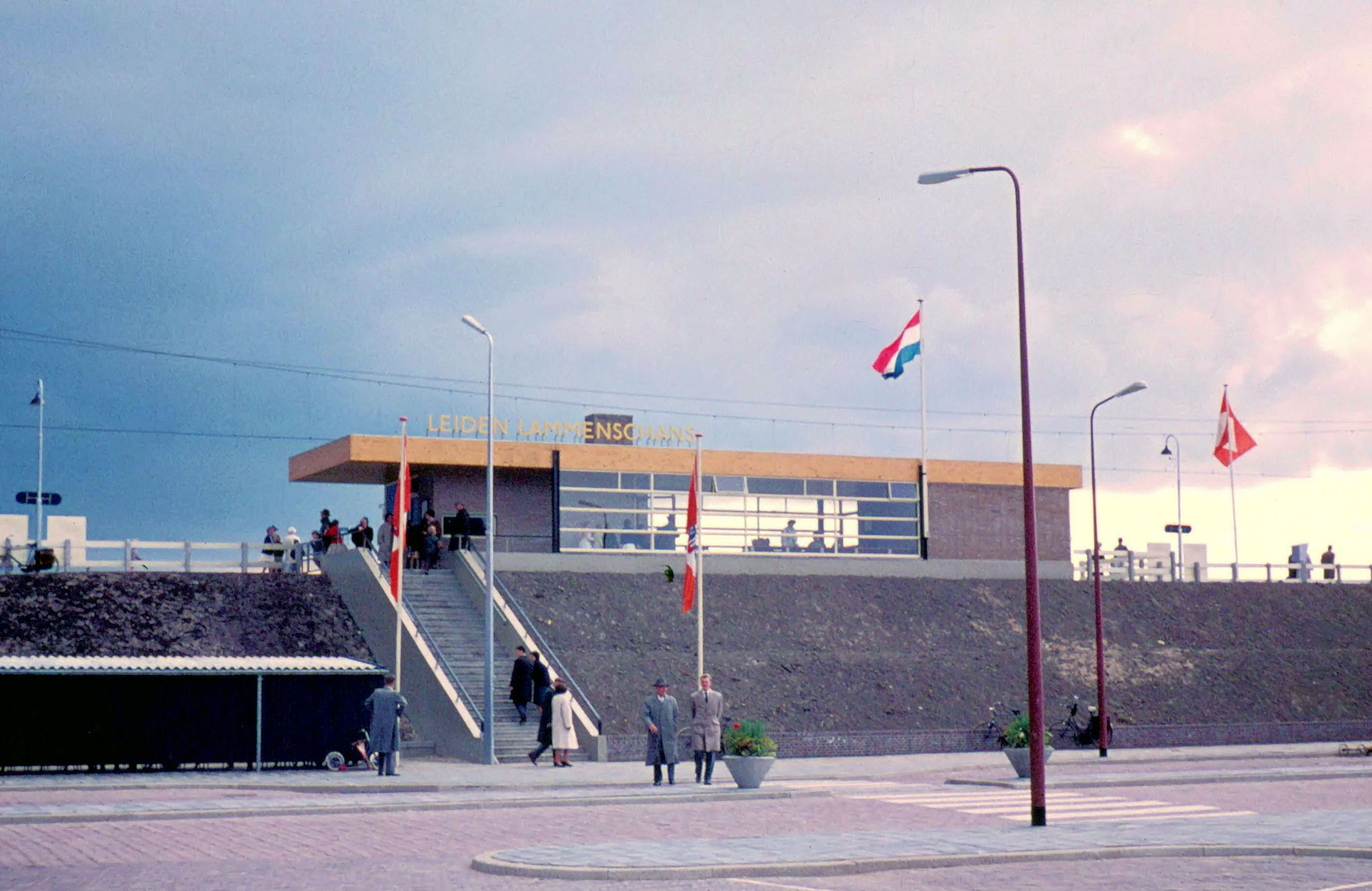
Station Leiden Lammenschans in 1961

Van der Gaast werd geboren in Utrecht en studeerde in 1941 en van 1945 tot 1949 bouwkunde aan de Technische Hogeschool te Delft. In die periode bestond er aan de TH een conservatieve school, aangevoerd door Marinus Jan Granpré Molière, en een progressievere beweging, waarvan Cornelis van Eesteren en Jo van den Broek de kopstukken waren. Van der Gaast koos voor de progressieve vleugel en studeerde in 1949 af bij Van den Broek.
In 1950 trad Van der Gaast in dienst bij het architectenbureau van P. J. Koster te Zeist, maar ondertussen werkte hij ook al als medewerkend architect op het architectenbureau van de Nederlandse Spoorwegen (Afdeling Gebouwen), dat toen bestierd werd door Schelling en Van Ravesteyn. Daar was hij vooral een bemiddelaar tussen de vaak ruziënde Schelling en Van Ravesteyn. In 1953 nam Van der Gaast de leiding van het architectenbureau over. Zijn eerste grote project was het station van Eindhoven, dat in 1956 voltooid werd. Station Eindhoven werd geplaatst op de lijst Top 100 Nederlandse monumenten 1940-1958 en in maart 2010 ingeschreven als rijksmonument. De stations in Almelo en Tilburg belandden op de lijst 90 topmonumenten uit de periode 1959-1965.
Van der Gaast was lange tijd het gezichtsbepalende afdelingshoofd Gebouwen en bleef tot zijn pensionering hoofd van het architectenbureau, dat hij in 1978 en 1983 versterkte met enkele jonge architecten, die een bijdrage leverden aan de opkomende renaissance van spoorwegarchitectuur in Europa. Nederland speelde daarin een vooraanstaande rol, mede door de aanleg van enkele nieuwe lijnen en uitbreidingen van het spoornetwerk, resulterend in een reeks nieuwe stations, die internationaal de aandacht trok.

## Gebouwde stations
- Hilversum Sportpark* (1952)
- Rheden* (1952)
- Arnhem Velperpoort (1953)
- Zwaagwesteinde* (1955)
- Amsterdam Sloterdijk zuid* (1956)
- Eindhoven Centraal (1956)
- Vlaardingen Oost (1956)
- Driehuis (1957)
- Oldenzaal (1957)
- Hardinxveld-Giessendam (1958)
- Heemstede-Aerdenhout (1958)
- Santpoort Noord (1958)
- Venlo (1958)
- Leiden Lammenschans (1961)
- Almelo (1962)
- Zevenaar (1962)
- Schiedam Centrum* (1963)
- Tilburg (1965)
- Bussum-Zuid (1966)
- Den Haag Centraal* (1975)
- Schiphol Airport* (1978)
- Maassluis (1980)
- Amsterdam RAI* (1981)
- Goes (1982)
- Harderwijk* (1983)
- Zaltbommel (1984)
- Voorburg (1988)

*: Inmiddels gesloopt, verbouwd of vervangen